# Maître Guillaume
Ne doit pas être confondu avec Maître Guillaume (bouffon).
Maître Guillaume était un journal mensuel qui paraissait à Dorchester Crossing, aujourd'hui Scoudouc au Nouveau-Brunswick, Canada.

## Histoire
La revue mensuelle Maître Guillaume a été fondée en février 1954 par Urbain Leblanc. Il s'agissait d'une publication résolument acadienne qui coexistait avec d'autres journaux du sud-est du Nouveau-Brunswick : Le réveil, Le Fermier acadien et surtout L'Évangéline et Le Moniteur acadien.
Le prix de l'abonnement était fixé à 2 dollars canadiens par an.
Maître Guillaume est mentionné dans le recueil de poésie La terre tressée, de Claude Le Bouthillier.